# The Song of the Shirt (filme)
The Song of the Shirt é um filme mudo estadunidense de curta metragem, do gênero dramático, lançado em 1908, escrito e dirigido por D. W. Griffith.

## Elenco
- Linda Arvidson
- George Gebhardt
- Robert Harron
- Arthur V. Johnson
- Florence Lawrence
- Alfred Paget
- Mack Sennett
- Harry Solter